# Lile gracilis
Lile gracilis és una espècie de peix pertanyent a la família dels clupeids.

## Descripció
- Pot arribar a fer 8 cm de llargària màxima.[5][6]

## Hàbitat
És un peix marí, pelàgic-nerític i de clima tropical (20°N-14°N).

## Distribució geogràfica
Es troba al Pacífic oriental central: Mèxic.

## Estat de conservació
L'escalfament global en curs pot afectar la supervivència d'aquesta espècie.

## Observacions
És inofensiu per als humans.